# Cosmologia bíblica
A Cosmologia Bíblica é a teoria cosmológica que pode ser reconstituída a partir das informações ali na Bíblia sobre o cosmos como uma entidade organizada e estruturada, incluindo sua origem, ordem, significado e destino do universo.

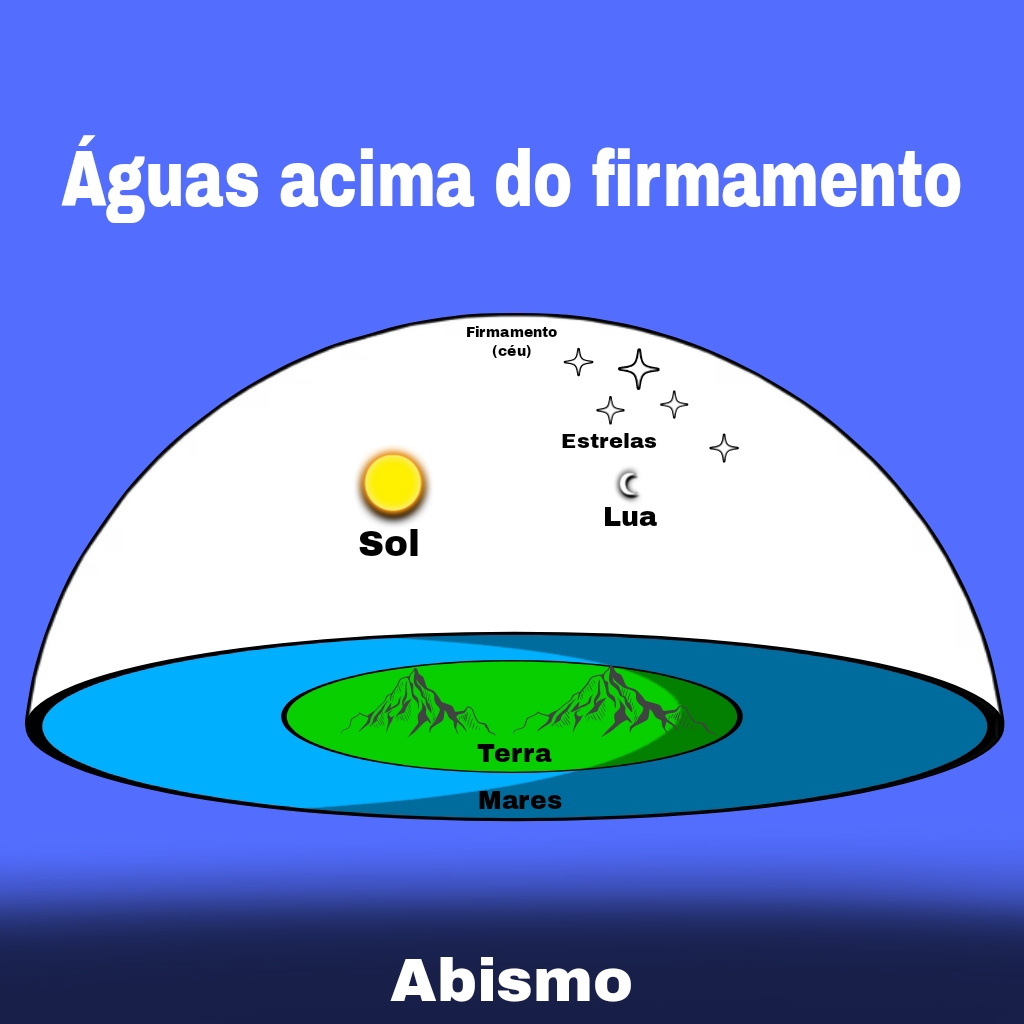
Cosmologia bíblica

## Sumário de Cosmologia bíblica
Gianfranco Ravasi, Il cielo tra fisica e metafisica, in L'Osservatore Romano, 2009, (traduzido do italiano):

[A Bíblia] nos oferece uma precisa cosmologia, obviamente modelada na ciência arcaica, florescida na Mesopotâmia, no Egito e na Pérsia [...]. O céu, assim, é descrito como uma gigantesca cúpula luminosa, chamado em hebraico raqia' , ou seja, o firmamento, suportado por colunas cósmicas cujas fundações penetram, além da superfície terrestre horizontal, no abismo caótico e infernal, antípoda do céu. Uma cúpula acima da qual se agita o oceano celestial, cujo fluxo de água, regulado por grandes obturadores, pode disseminar sobre a terra a chuva benéfica ou o dilúvio devastador. É por isso que aparece, desde a primeira, famosa página bíblica da criação do céu e da terra (capítulo 1 do Gênesis), a distinção entre as "águas superiores" celestes e as "inferiores" da imensa bacia do mar.

Do colossal reservatório celeste descem, assim, água, granizo, geada, neve, ventos, nuvens e tempestades [...]. As imagens para representar a cúpula do céu se multiplicam: é semelhante a um pergaminho desenrolado, diz Isaías (34, 4), que recorre também à ideia de um véu ou uma tenda beduína esticada pelo Criador com um gesto potente (40, 22); é uma espécie de base para um palácio real no qual — é o mesmo texto de Isaías a afirmá-lo de modo pitoresco - Deus "domina acima do disco terrestre, cujos habitantes vê como se fossem gafanhotos".

Na majestosa abóbada do céu estão pendentes "os grandes luminares", ou seja, o Sol e a Lua, verdadeiros e próprios relógios cósmicos e litúrgicos para as estações, para o calendário das festas e para o ritmo circadiano; nessa abóbada estão fixas as estrelas e as constelações — a Ursa Maior, Órion e as Plêiades são mencionados, por exemplo, em Jó 9, 9 — e os planetas, Vênus, "Lúcifer" é mencionado por Isaías (14, 12), enquanto Saturno, "Quijum", por Amós (5, 26). É significativo observar que, enquanto no antigo Oriente Próximo, o Sol, a Lua e as estrelas são divindades, para a Bíblia eles são "laicamente" simples criaturas comandadas pelo Criador em seu trabalho e em suas órbitas: "O sol se levanta, o sol se põe; apressa-se a voltar a seu lugar; em seguida, se levanta de novo." (Eclesiastes, 1, 5); "armou Deus para o sol uma tenda. E este, qual esposo que sai do seu tálamo, exulta, como um gigante, a percorrer seu caminho. Sai de um extremo do céu, e no outro termina o seu curso; nada se furta ao seu calor." (Salmos, 19, 5-7).

## Diversidade das visões de mundo na Bíblia
A Bíblia é uma coleção de documentos que levou cerca de quinze séculos para serem compilados. Além das mudanças culturais no tempo, esteve sujeita às diversidades das civilizações egípcia, cananeia, mesopotâmica, grega e romana. Naturalmente, os autores escrevendo em tal diversa situação expressam visões de mundo diferentes, inclusive de cosmologia.
Em boa parte dos textos bíblicos anteriores ao exílio da Babilônia, a concepção cosmológica pressupõe a existência de um só plano de existência ou realidade física. Cotejados com a literatura siro-cananeia, especialmente de Ugarit, entende-se que os israelitas dessa fase acreditavam estar em um disco achatado que constituía a porção seca (Terra) e flutuava sobre as águas abissais (Tehom). Acima do céu visível (o primeiro céu), haveria um firmamento rígido e cristalino no qual estavam encravadas as estrelas. O sol e a lua transitariam dentro dessa cúpula. Dentro do firmamento haveria águas e acima dele o terceiro céu, um vazio. Deus e outros seres divinos habitavam em um santo monte e compartilhavam do mesmo universo físico que os humanos. Nessa cosmogonia, a criação se deu mediante a vitória contra o caos e o mundo foi formado a partir de matéria preexistente sem forma e vazia.
Durante o exílio babilônico, os israelitas entraram em contato intenso com outras culturas, como os mesopotâmios e persas. Apesar de semelhanças de visões de mundo com os hebreus, esses povos tinham suas nuances. Os persas, influenciados pela religião zoroastriana, acreditavam que o mundo estava embutido em um balanço moral, cuminando em um julgamento unversal no fim da história. Os mesopotâmios viam o mundo como renovação cíclica do drama da criação e o encenava a cada ano-novo. Em razão disso, autores bíblicos retratam Deus como não habitando no primeiro plano de existência do mundo sublunar, mas habitava no terceiro céu, ou o paraíso (o qual é uma palavra persa). Nessa fase começa a surgir a concepção de continuidade da existência humana após a morte em um lugar messiânico.
Nos períodos helenistas e romano ampliou-se a pluralidade, mas havia alguns elementos comuns. Influenciados pelo platonismo e estoicismo, vários autores bíblicos passaram a conceber uma ordem intrínsica e ideal do universo, o Logos. Consequentemente, a criação do cosmos passa a ser visto como fruto da ação dessa ordem, a qual seria coincidente com a sabedoria (Sofia) divina. Além da realidade física, haveria um plano ideal ou espiritual, mas cujas interações afetavam esse mundo, tais como ações de anjos e demônios. Deus já não habitava neste plano físico, tampouco geograficamente em um monte ou acima do firmamento no terceiro céu, mas em um plano espiritual, embora estivesse presente no universo. Também havia um lugar para os mortos, tanto para usufruto eterno quanto para tormentos, embora nem todos cressem nisso. Os autores bíblicos dessa época (especialmente do Novo Testamento) compartilhavam com os gregos e romanos a concepção esférica da Terra, suspensa no espaço e a considerasse como um planeta dentre os outros, cada qual ocupando seu lugar nas esferas concêntricas dos astros no universo.

## Comparação com a cosmologia científica
Quanto à disparidade entre as cosmologias bíbicas e a cosmologia científica moderna, costuma-se dizer que o objetivo da Bíblia não está no conhecimento científico, mas apenas em que o homem conheça a Deus e o propósito de sua própria existência.
Conforme o New Bible Dictionary, o relato da cosmogonia de Gênesis "não deve ser confundido ou identificado com qualquer teoria científica sobre as origens. O propósito da doutrina bíblica, em contraste com o da investigação científica, é ético e religioso ... O todo é poético e não cede para fechar correlações científicas ... Gênesis nem afirma nem nega a teoria da evolução, ou qualquer teoria para esse assunto." 